# Emil Kraeusel
Emil Kraeusel (* 9. Dezember 1854 in Rampitz, Kreis Weststernberg (Brandenburg); † 20. Mai 1933 in Breslau) war ein deutscher evangelischer Theologe.

## Leben und Wirken
Emil Kraeusel wurde als Sohn eines Pfarrers geboren. Nach dem Abitur studierte er in Berlin an der Friedrich-Wilhelms-Universität und an der Universität Breslau Theologie. Am 14. Juni 1881 wurde er ordiniert. Als Pfarrvikar wirkte er in Prittag (Kreis Grünberg); 1884 erhielt er die Pfarrstelle in Groß-Krichen (Landkreis Lüben). Sechzehn Jahre später kam er nach Breslau an die Großstadtpfarrei zu St. Salvator.  
Im Jahr 1907 wurde in Breslau der Grundstein zu St. Johannis gelegt und Kraeusel wurde am 18. Februar 1910 der 1. Pfarrer dieser Gemeinde. Im Jahr 1923 wurde er zum Präses der Schlesischen Provinzialsynode gewählt. Dieses Amt hatte er bis 1929 inne.